# Pritzkerpriset
Pritzkerpriset (engelska: The Pritzker Architecture Prize) är ett internationellt arkitekturpris som årligen delas ut av den amerikanska Hyattstiftelsen till en samtida arkitekt. 
Pritzkerpriset, som skall främja god arkitektur och innovativa lösningar, är uppkallat efter entreprenören Jay Pritzker. Det har delats ut sedan 1979 och anses som en motsvarighet till Nobelpriset inom arkitektur.

## Pristagare
| År   | Pristagare                                   | Nationalitet        | Bild                                                                | Exempel på verk (färdigt år) | Exempel på verk (färdigt år)                                              |                               |
| ---- | -------------------------------------------- | ------------------- | ------------------------------------------------------------------- | ---------------------------- | ------------------------------------------------------------------------- | ----------------------------- |
| 1979 | Philip Johnson                               | USA                 | The inaugural laureate Philip Johnson behind an architectural model |                              | Glass House i New Canaan, Connecticut, USA (1949)                         |                               |
| 1980 | Luis Barragán                                | Mexico              |                                                                     |                              | Torres de Satélite i Naucalpan de Juárez i Mexico (1957)                  |                               |
| 1981 | James Stirling                               | Storbritannien      |                                                                     |                              | Seeley Historical Library i Cambridge, Storbritannien (1968)              |                               |
| 1982 | Kevin Roche                                  | Irland/USA          |                                                                     |                              | Knights of Columbus Building i New Haven, Connecticut, USA (1969)         |                               |
| 1983 | Ieoh Ming Pei                                | USA                 |                                                                     |                              | National Gallery of Art, East Building, Washington D.C. (1978)            |                               |
| 1984 | Richard Meier                                | USA                 |                                                                     |                              | High Museum of Art i Atlanta, USA (1983)                                  |                               |
| 1985 | Hans Hollein                                 | Österrike           |                                                                     |                              | Abteiberg Museum i Mönchengladbach, Tyskland (1982)                       |                               |
| 1986 | Gottfried Böhm                               | Tyskland            |                                                                     |                              | Christi Auferstehung i Köln, Tyskland (1968)                              |                               |
| 1987 | Kenzō Tange                                  | Japan               |                                                                     |                              | St. Mary's Cathedral, Tokyo (1964)                                        |                               |
| 1988 | Gordon Bunshaft                              | USA                 | –                                                                   |                              | Hirschhorn Museum, Washington D.C.                                        |                               |
| 1988 | Oscar Niemeyer                               | Brasilien           |                                                                     |                              | Katedralen i Brasília, Brasilien (1958; invigd 1970)                      |                               |
| 1989 | Frank Gehry                                  | Kanada/USA          |                                                                     |                              | Walt Disney Concert Hall i Los Angeles (1999-2003)                        |                               |
| 1990 | Aldo Rossi                                   | Italien             |                                                                     |                              | Bonnefanten Museum i Maastricht, Nederländerna (1990)                     |                               |
| 1991 | Robert Venturi                               | USA                 |                                                                     |                              | Sainsbury Wing i National Gallery i London (1991)                         |                               |
| 1992 | Álvaro Siza                                  | Portugal            |                                                                     |                              | Pavilion of Portugal in Expo'98 i Lissabon, Portugal (1998)               |                               |
| 1993 | Fumihiko Maki                                | Japan               |                                                                     |                              | Tokyo Metropolitan Gymnasium (1991)                                       |                               |
| 1994 | Christian de Portzamparc                     | Frankrike           | –                                                                   |                              | Frankrikes ambassad i Berlin (2003)                                       |                               |
| 1995 | Tadao Ando                                   | Japan               |                                                                     |                              | Nagaragawa Convention Center i Gifu, Japan (1995)                         |                               |
| 1996 | Rafael Moneo                                 | Spanien             |                                                                     |                              | Palacio de Congresos y Auditorio Kursaal i San Sebastián i Spanien (1999) |                               |
| 1997 | Sverre Fehn                                  | Norge               |                                                                     |                              | Norskt Bremuseum (glaciärmuseum) i Fjærland, Norge (1991)                 |                               |
| 1998 | Renzo Piano                                  | Italien             |                                                                     |                              | Vandalorum, Värnamo                                                       |                               |
| 1999 | Norman Foster                                | Storbritannien      | 1999 winner Norman Foster, giving a speech behind a lecturn         |                              | Millennium Bridge i London (2000)                                         |                               |
| 2000 | Rem Koolhaas                                 | Nederländerna       |                                                                     |                              | Casa da Música i Porto, Portugal (2003)                                   |                               |
| 2001 | Herzog & de Meuron                           | Schweiz             | –                                                                   |                              | Tate Modern i London (2000)                                               |                               |
| 2002 | Glenn Murcutt                                | Australien          |                                                                     |                              | Berowra Waters Inn i Berowra Waters, New South Wales, Australien (1983)   |                               |
| 2003 | Jørn Utzon                                   | Danmark             | –                                                                   |                              | Operahuset i Sydney i Australien (1973)                                   |                               |
| 2004 | Zaha Hadid                                   | Irak/Storbritannien |                                                                     |                              | Pabellón Puente i Zaragoza i Spanien (2008)                               |                               |
| 2005 | Thom Mayne                                   | USA                 | –                                                                   |                              | San Francisco Federal Building, USA (2007)                                |                               |
| 2006 | Paulo Mendes da Rocha                        | Brasilien           |                                                                     |                              | Saint Peter Chapel i São Paulo, Brasilien (1987)                          |                               |
| 2007 | Richard Rogers                               | Storbritannien      |                                                                     |                              | Lloyd's building i London (1986)                                          |                               |
| 2008 | Jean Nouvel                                  | Frankrike           |                                                                     |                              | Torre Agbar i Barcelona (2005)                                            |                               |
| 2009 | Peter Zumthor                                | Schweiz             |                                                                     |                              | Therme Vals i Vals i Schweiz (1996)                                       |                               |
| 2010 | Kazuyo Sejima och Ryue Nishizawa             | Japan               |                                                                     |                              | 21st Century Museum of Contemporary Art i Kanazawa, Japan (2003)          |                               |
| 2011 | Eduardo Souto de Moura                       | Portugal            |                                                                     |                              | Estádio Municipal de Braga i Braga, Portugal (2004)                       |                               |
| 2012 | Wang Shu                                     | Kina                |                                                                     |                              | Ningbo Museum i Ningbo, Kina (2008)                                       |                               |
| 2013 | Toyo Ito                                     | Japan               |                                                                     |                              | Sendai Mediatheque i Sendai, Japan (2001)                                 |                               |
| 2014 | Shigeru Ban                                  | Japan               |                                                                     |                              | Cardboard Cathedral, Christchurch                                         |                               |
| 2015 | Frei Otto                                    | Tyskland            |                                                                     |                              | Münchens Olympiastadion, Tyskland (1972)                                  |                               |
| 2016 | Alejandro Aravena                            | Chile               |                                                                     |                              | Siamese Towers, Pontificia Universidad Católica de Chile (2005)           |                               |
| 2017 | Rafael Aranda, Carme Pigem och Ramón Vilalta | Spanien             |                                                                     |                              | Sant Antonibiblioteket, Barcelona (2008)                                  |                               |
| 2018 | B. V. Doshi                                  | Indien              |                                                                     |                              | Aga Khan Museum, Toronto                                                  |                               |
| 2019 | Arata Isozaki                                | Japan               |                                                                     |                              | Museum of Contemporary Art, Los Angeles                                   |                               |
| 2020 | Yvonne Farrell och Shelley McNamara          | Irland              |                                                                     |                              | Grafton Building på Bocconi University, 2007                              |                               |
| 2021 | Anne Lacaton och Jean-Philippe Vassal        | Frankrike           |                                                                     |                              | L'école d'architecture, Nantes                                            |                               |
| 2022 | Diébédo Francis Kéré                         | Burkina Faso        |                                                                     |                              | Centre for Earth Architecture in Mopti, Mali (2010)                       | LSE Marshall Building, London |
| 2023 | David Chipperfield                           | Storbritannien      |                                                                     |                              | Neues Museum Berlin (1997–2009)                                           |                               |
| 2024 | Riken Yamamoto                               | Japan               |                                                                     |                              | Yokosuka Museum of Art                                                    |                               |